# Palafolls
Palafolls är en kommun i Spanien.   Den ligger i provinsen Província de Barcelona och regionen Katalonien, i den östra delen av landet, 600 km öster om huvudstaden Madrid. Antalet invånare är 9 027. Arean är 16,4 kvadratkilometer. Palafolls gränsar till Santa Susanna, Malgrat de Mar, Blanes och Tordera. 
Terrängen i Palafolls är huvudsakligen platt, men västerut är den kuperad.